# Ožďany
Ožďany, ungarisch Osgyán ist eine Gemeinde in der südlichen Mittelslowakei mit 1583 Einwohnern (Stand 31. Dezember 2024) und gehört zum Okres Rimavská Sobota, einem Kreis des Banskobystrický kraj.

## Lage

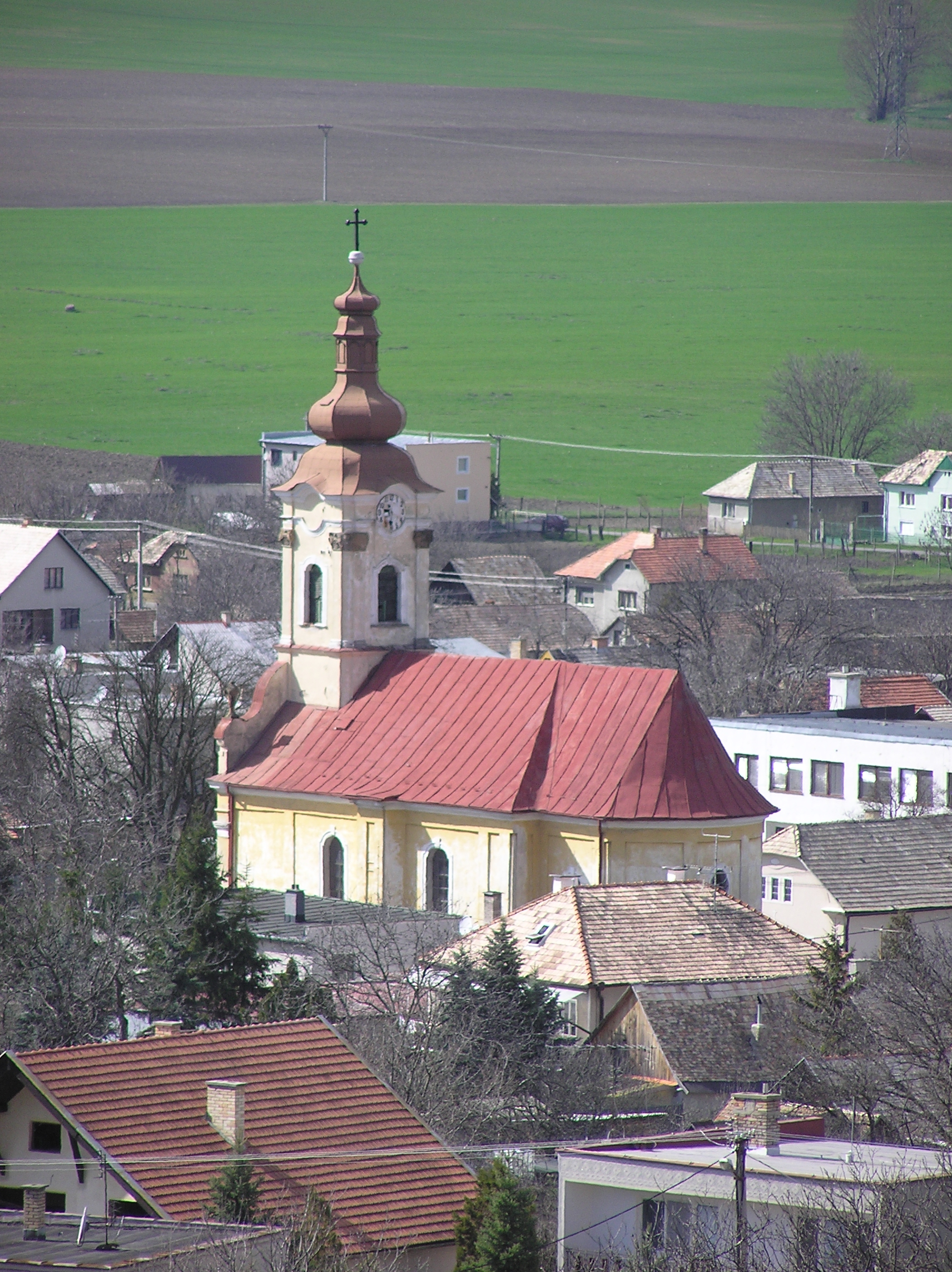
Römisch-katholische Kirche im Ort

Die Gemeinde befindet sich im Ostteil des Talkessels Lučenská kotlina nahe dem Übergang in die Rimavská kotlina, beide Untereinheiten der größeren Juhoslovenská kotlina am Flüsschen Suchá im Einzugsgebiet des Ipeľ. Die Fließgewässer im östlichen Teil des Gemeindegebiets gehören hingegen zum Einzugsgebiet der Rimava. Das Ortszentrum liegt auf einer Höhe von 217 m n.m. und ist 11 Kilometer von Rimavská Sobota sowie 20 Kilometer von Lučenec entfernt.
Nachbargemeinden sind Sušany im Norden, Kružno im Nordosten, Rimavská Sobota im Osten, Husiná im Südosten, Dolné Zahorany und erneut Husiná im Süden, Veľké Dravce im Südwesten, Nové Hony im Westen sowie Hrnčiarska Ves und Hrnčiarske Zalužany im Nordwesten.

## Geschichte
Die ältesten Spuren einer Besiedlung stammen aus der Jungsteinzeit, als es hier archäologischen Funden zufolge eine Siedlung der Bükker Kultur und später der Nagyrév-Kultur gab. In der Bronzezeit stand hier eine Siedlung der Piliny-Kultur, und aus dieser Zeit stammen zwei Bronzeschätze sowie weitere Gegenstände.
Im 13. Jahrhundert stand hier eine mittelalterliche Siedlung, die erste Erwähnung des heutigen Ortes stammt aus dem Jahr 1332 und lautet Osyan. Am Anfang des 14. Jahrhunderts wurde eine Burg errichtet. Sie wurde 1452 von Hussiten erobert, seit 1460 gehörte sie der Familie Bakos. 1604 wurde sie von kaiserlichen Truppen niedergebrannt, anschließend entstand auf den Ruinen ein Landschloss. Das Dorf selbst war eine landwirtschaftliche Siedlung. Nach 1786 wurde die Ortslage Šranky (ungarisch Sarampó) eingemeindet. 1828 zählte man 156 Häuser und 1152 Einwohner, die als Landwirte beschäftigt waren, es gab auch Handwerker wie Maurer, Töpfer und Weber. Von 1643 bis 1853 gab es im Ožďany ein lateinisches Lyzeum, an dem unter anderem mehrere Persönlichkeiten der slowakischen Literatur (z. B. Ján Chalupka, Ján Botto, Juraj Palkovič, Ján Francisci-Rimavský) studiert oder gelehrt hatten.
Bis 1919 gehörte das Dorf im Komitat Gemer und Kleinhont zum Königreich Ungarn, danach kam es – gem. dem Friedensvertrag von Trianon – zur neu entstandenen Tschechoslowakei. Aufgrund des Ersten Wiener Schiedsspruches gehörte es von 1938 bis 1945 noch einmal zu Ungarn und ist seit 1993 ein Teil der heutigen Slowakei.

## Bevölkerung
| Jahr                | 1994 | 2004    | 2014    | 2024    |
| ------------------- | ---- | ------- | ------- | ------- |
| Anzahl der Personen | 1516 | 1574    | 1641    | 1583    |
| Unterschied         |      | +3,82 % | +4,25 % | −3,53 % |

| Jahr                | 2023 | 2024    |
| ------------------- | ---- | ------- |
| Anzahl der Personen | 1590 | 1583    |
| Unterschied         |      | −0,44 % |

Gemäß der Volkszählung 2011 wohnten in Ožďany 1629 Einwohner, davon 1102 Slowaken, 328 Magyaren, 24 Roma, acht Tschechen, drei Polen und ein Russe. 163 Einwohner machten keine Angabe zur Ethnie.
913 Einwohner bekannten sich zur römisch-katholischen Kirche, 218 Einwohner zur Evangelischen Kirche A. B., 15 Einwohner zur evangelisch-methodistischen Kirche, 13 Einwohner zu den Zeugen Jehovas, 10 Einwohner zur reformierten Kirche, fünf Einwohner zur griechisch-katholischen Kirche, drei Einwohner zu den christlichen Gemeinden sowie jeweils ein Einwohner zur orthodoxen Kirche und zur tschechoslowakischen hussitischen Kirche. Fünf Einwohner gaben eine andere Konfession an, 244 Einwohner waren konfessionslos und bei 201 Einwohnern wurde die Konfession nicht ermittelt.

## Bauwerke und Denkmäler

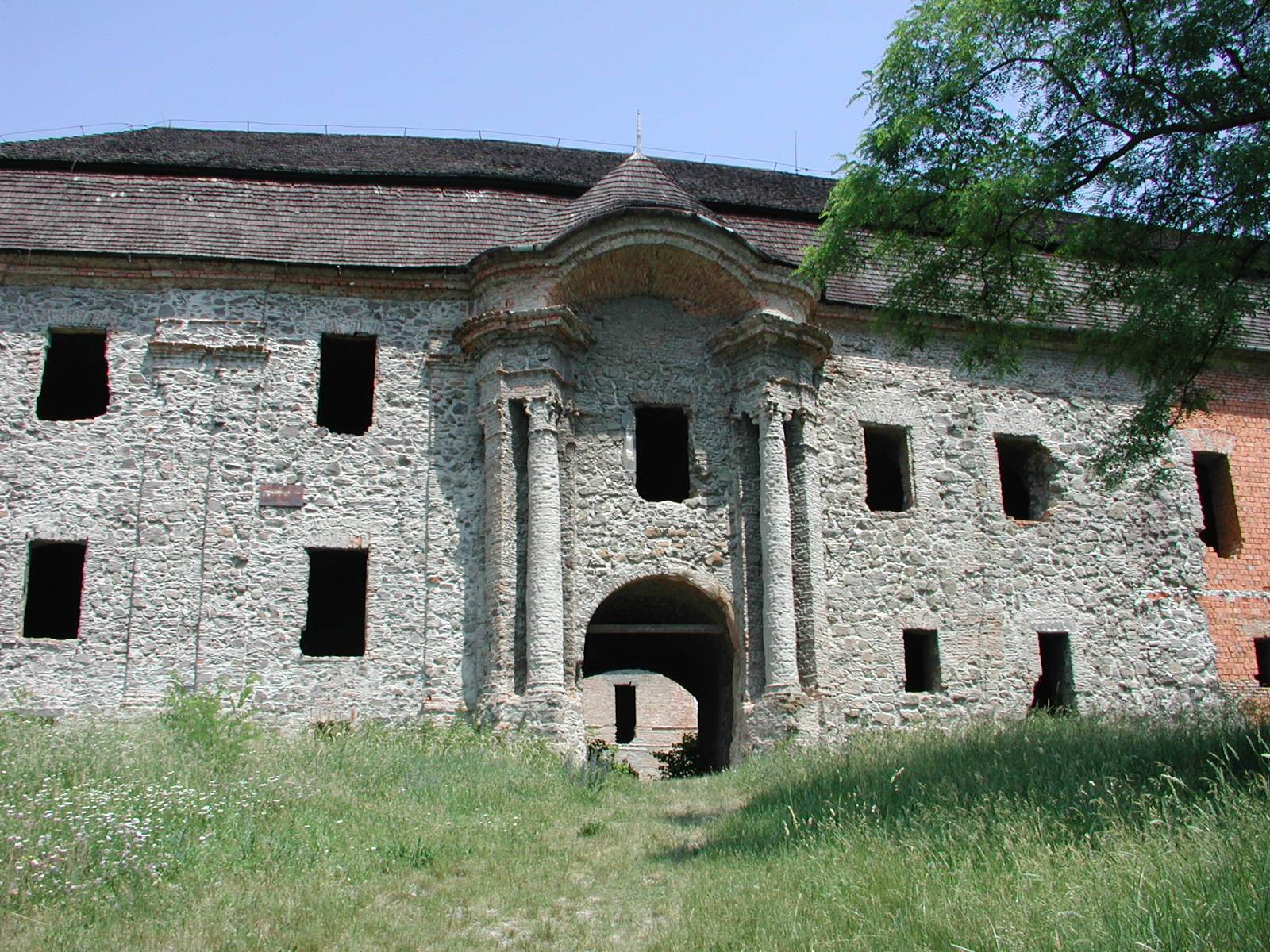
Landschloss in Ožďany, Eingang

- Renaissance-Landschloss aus dem 17. Jahrhundert, errichtet auf den Ruinen der gotischen Burg. Zum Landschloss gehörte ein Park mit einem Pavillon. Heute im verfallenden Zustand, 2019 brannte das Dach aus.[7]
- römisch-katholische Kirche Erzengel Michael im Rokokostil aus den Jahren 1768–74[8]
- evangelische Kirche aus dem Jahr 1825[9]

## Verkehr

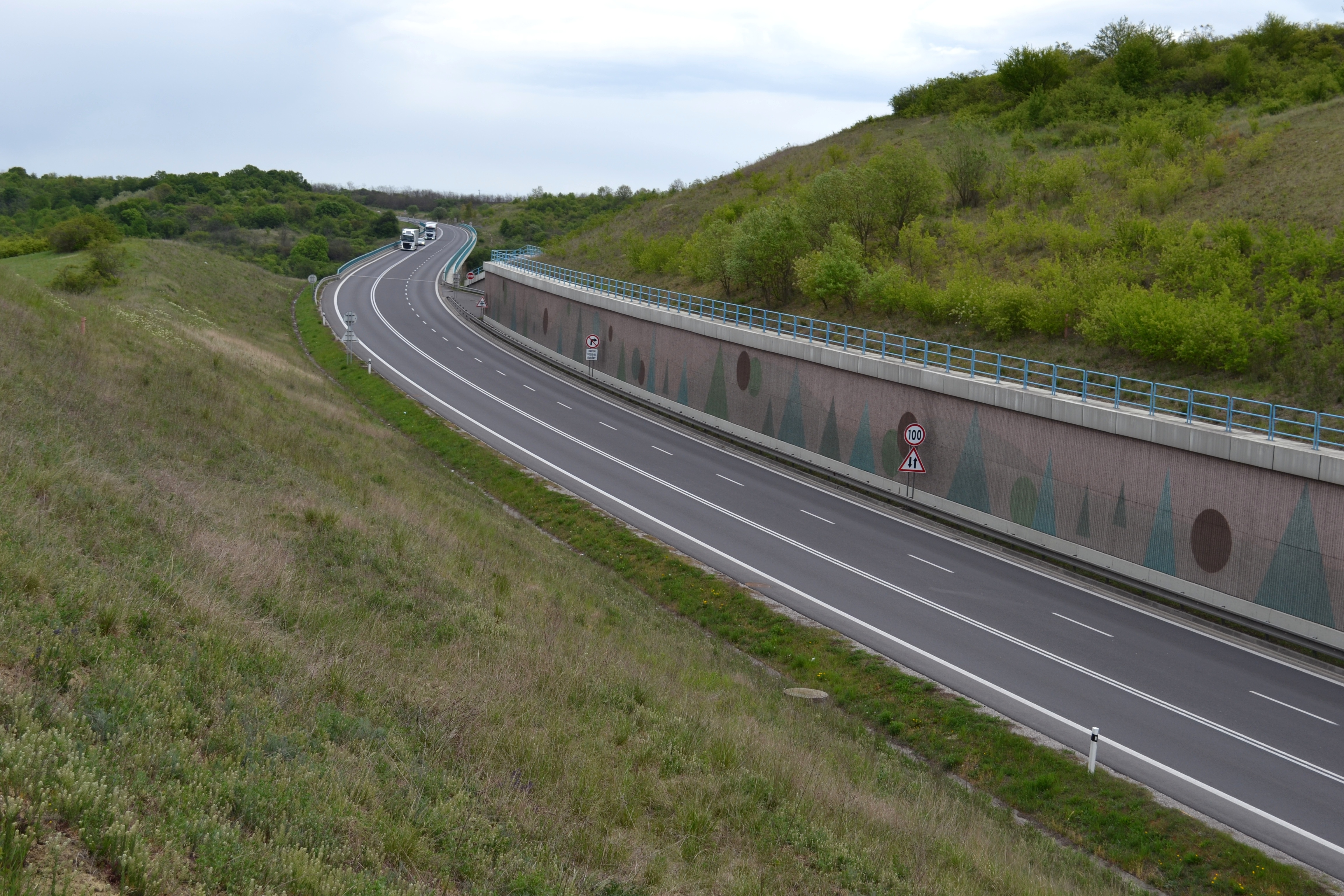
Ortsumgehung Ožďany im Zuge der Schnellstraße R2

Durch Ožďany führt die Straße 1. Ordnung 16 zwischen Lučenec und Rimavská Sobota. 2006 wurde ein einbahniger Teil der Schnellstraße R2 (E 58, E 571), der bebautes Ortsgebiet und einen kurvigen Abschnitt am Sattel Oždiansky kopec meidet, in Betrieb genommen. Der Ort hatte eine Haltestelle an der Bahnstrecke Rimavská Sobota–Poltár, die 2007 offiziell aufgelassen wurde.

## Söhne und Töchter der Gemeinde
- Julianna Géczy (~1680–1714), ungarische Adelige, bekannt als die weiße Frau von Löcse, nach gleichnamigem Roman des Schriftstellers Mór Jókai